# Model 3100
Model 3100 is een stoel ontworpen door Arne Jacobsen in 1951 en staat vanwege zijn getailleerde vorm ook wel bekend als de Ant Chair (Mierstoel).